# Teucholabis (Teucholabis) cockerellae
Teucholabis (Teucholabis) cockerellae is een tweevleugelige uit de familie steltmuggen (Limoniidae). De soort komt voor in het Neotropisch gebied.